# Challenger de Sevilla 2024
El torneo Copa Sevilla 2024 fue un torneo de tenis perteneció al ATP Challenger Tour 2024 en la categoría Challenger 125. Se trató de la 26ª edición; el torneo tuvo lugar en la ciudad de Sevilla (España), desde el 2 hasta el 8 de septiembre de 2024 sobre pista de tierra batida al aire libre.

## Jugadores participantes del cuadro de individuales
| Preclasificado | País                 | Jugador             | Rank1 | Posición en el torneo |
| 1              | Bandera de España    | Roberto Carballés   | 55    | CAMPEÓN               |
| 2              | Bandera de Argentina | Federico Coria      | 79    | Segunda ronda         |
| 3              | Bandera de España    | Albert Ramos        | 89    | FINAL                 |
| 4              | Bandera de España    | Albert Ramos        | 122   | Cuartos de final      |
| 5              | Bandera de España    | Alexander Ritschard | 131   | Semifinales           |
| 6              | Bandera de España    | Oriol Roca Batalla  | 156   | Cuartos de final      |
| 7              | Bandera de Lituania  | Vilius Gaubas       | 185   | Primera ronda         |
| 8              | Bandera de Francia   | Calvin Hemery       | 201   | Semifinales           |

- 1 Se ha tomado en cuenta el ranking del 26 de agosto de 2024.

### Otros participantes
Los siguientes jugadores recibieron una invitación (wild card), por lo tanto ingresan directamente al cuadro principal (WC):
- David Jordà Sanchis
- Iñaki Montes de la Torre
- Gerard Campana Lee

Los siguientes jugadores ingresan al cuadro principal tras disputar el cuadro clasificatorio (Q):
- Nicolás Álvarez Varona
- Raúl Brancaccio
- Maxime Chazal
- Guy den Ouden
- Daniel Mérida
- Alejo Sánchez Quílez

## Campeones

### Individual Masculino
- Roberto Carballés derrotó en la final a  Daniel Altmaier por 6–3, 7–5

### Dobles Masculino
- Petr Nouza /  Patrik Rikl derrotaron en la final a  George Goldhoff /  Fernando Romboli por 6–3, 6–2